# Эйзенштейн в Гуанахуато
«Эйзенште́йн в Гуанахуа́то» (англ. Eisenstein in Guanajuato) — полнометражный фильм Питера Гринуэя, мировая премьера которого состоялась 11 февраля 2015 года в рамках основной конкурсной программы 65-го Берлинского кинофестиваля.
Согласно замыслу Гринуэя, фильм — своеобразный байопик о советском режиссёре Сергее Эйзенштейне. Кадры хроники сочетаются с поставленными сценами и вставками разного рода, в том числе анимационными, основанными на рисунках Эйзенштейна.

## Сюжет
В октябре 1931 года маститый кинорежиссёр Сергей Эйзенштейн, которому на тот момент тридцать три года, всё ещё девственник, путешествует по Мексике, работая над фильмом «Да здравствует Мексика!» (исп. ¡Que viva México!), финансируемым частным образом американскими сторонниками коммунистов во главе с писателем Эптоном Синклером.
Эйзенштейн намерен провести несколько дней в Гуанахуато, прекрасном городе серебряных копей XVIII века, где собирается увидеть и заснять знаменитый Музей Мертвецов.
Осведомлённый о враждебном отношении к нему в меняющейся при Сталине советской России, одинокий и тоскующий по родине Эйзенштейн сталкивается здесь с новыми способами мифологического мышления — далёкими от европейских традиций. Он открывает идеи начала XX века, связанные с мифом о благородном дикаре, мифом о невинной жизни, плотскими сущностями секса и смерти. Открытия сильно потрясают его.
На фоне этих декораций Эйзенштейн, очарованный свежестью и жизнеспособностью мексиканской культуры, проживает недолгую историю любви со своим гидом в Гуанахуато — молодым и женатым мексиканским историком Паломино Каньедо. Эйзенштейн проводит в городе десять ярких и чувственных дней (каждый день последовательно пронумерован). Эти переживания изменили Эйзенштейна и сыграли ключевую роль в его жизни и кинокарьере.

## Актёрский состав
Русская сторона:
- Эльмер Бек[англ.] — Сергей Эйзенштейн, советский кинорежиссёр[9]
- Расмус Слятис / Rasmus Slätis — Григорий Александров, сценарист и ассистент Эйзенштейна
- Якоб Эрман / Jakob Öhrman — Эдуард Тиссэ, оператор Эйзенштейна
- Райно Ранта / Raino Ranta — Всеволод Мейерхольд[прим 1]

Мексиканцы:
- Луис Альберти / Luis Alberti — Хорхе Паломино-и-Каньедо, мексиканский учёный / Jorge Palomino y Cañedo
- Майя Сапата[исп.] — Консепсьон Каньедо, жена Хорхе / Concepción Cañedo
- Хосе Монтини / José Montini — Диего Ривера / Diego Rivera
- Кристина Веласко Лосано / Cristina Velasco Lozano — Фрида Кало / Frida Kahlo

Продюсеры Эйзенштейна:
- Стелио Саванте[англ.] — Хантер С. Кимбро, шурин Эптона Синклера / Hunter S. Kimbrough
- Лиза Оуэн — Мэри Крэйг Синклер[англ.], жена Эптона Синклера

Остальные персонажи:
- Монтсеррат де Леон / Montserrat de León — Альба, одна из присутствующих в ресторане / Alba
- Сара Хуарес / Sara Juárez — Мерседес, горничная в гостинице / Mercedes

## Работа над фильмом
Замысел фильма начал формироваться приблизительно в 2006 году, когда Гринуэй стал исследовать путешествие Эйзенштейна по Мексике. Названию «Эйзенштейн в Гуанахуато» предшествовало «10 дней, которые потрясли Эйзенштейна», придуманное по аналогии со вторым названием фильма Эйзенштейна «Октябрь» — «10 дней, которые потрясли мир».
Поиск средств для «Эйзенштейна в Гуанахуато», в отличие от «Гольциуса и Пеликаньей компании», не оказался для Гринуэя столь затруднительным. Продюсерами фильма стали голландцы Фемке Волтинг и Бруно Феликс, которые уже работали с Гринуэем над фильмом «Рембрандт. Я обвиняю!»
25 ноября 2011 года Питер Гринуэй прибыл в Мексику для подготовительной работы над фильмом. Изучая локации будущего фильма, Гринуэй по следам Эйзенштейна побывал в Гуанахуато, Мехико и Оахаке, осматривая площади, улицы, храмы, посещённые Эйзенштейном. В поисках неких архивных материалов, Гринуэй также посетил дом-музей Фриды Кало и Диего Риверы, который, по словам мексиканского продюсера фильма Кристины Веласко, является важным местом действия фильма. Гринуэй также провёл пробы некоторых мексиканских актёров. По итогам визита было объявлено, что в январе 2012 года вместе с оператором-постановщиком Рейниром ван Брюммеленом Гринуэй снимет в Мексике первые сцены фильма (на IMDb датой начала съёмок было неверно указано 1 декабря 2011 года). Основную же часть материала Гринуэй намеревался снять в Гуанахуато в июле 2012-го, во время работы международного кинофестиваля «Expresión en Corto».
14 декабря 2011 года, во время визита в Москву, Гринуэй сообщил, что по условиям контракта «обязан взять на главную роль американского артиста». Тем не менее, в июне 2012 года в Санкт-Петербурге и в июле 2012-го в Одессе Гринуэй провёл кастинги русских актёров на роль Эйзенштейна. Поскольку создатели фильма намеревались использовать большое количество фотохроники и фотографий Эйзенштейна, а также сыграть на том, чтобы часть снятого материала выглядела как кинохроника, Гринуэю требовалось достаточно хорошее портретное сходство, что осложняло поиски актёра. Другим обязательным требованием было знание английского языка.
Затянувшийся постпродакшн «Гольциуса» и поиски актёра на роль Эйзенштейна отсрочили съёмки до ноября — декабря 2012 года. Впоследствии съёмки были отсрочены ещё раз — до осени 2013 года. В сентябре 2013-го появляется информация о том, что съёмки начнутся в ноябре, а основной съёмочной площадкой выбрано Сан-Мигель-де-Альенде.
22 ноября 2013 года в Лугано Питер Гринуэй встретился с генеральным директором Госфильмофонда России Николаем Бородачёвым, мэром Лугано Марко Боррадори и Арминио Шолли, владельцем галереи «Иль Ривеллино» (Локарно). Эта встреча впоследствии привела к развитию проекта об Эйзенштейне и началу работы Гринуэя над приквелом «Рукопожатие Эйзенштейна». В январе 2015 года в прессе появились сообщения о том, что сценарий фильма «Рукопожатие Эйзенштейна» возвращён на доработку Питеру Гринуэю. Причиной послужили включённые в сценарий детали личной жизни Эйзенштейна, в частности, упоминания его гомосексуальных наклонностей. Как пояснил Бородачёв, в случае, если Питер Гринуэй откажется переделывать сценарий, российская сторона не будет участвовать в проекте.
Позднее Бородачёв пояснил, что разногласия носят иной характер, и речь не шла о закрытии проекта.
В середине декабря издательством «Dis Voir» анонсирован выход книги со сценарием фильма.
20 декабря 2013 года Питер Гринуэй и оператор-постановщик Рейнир ван Брюммелен прилетели на несколько дней в Мексику для работы над фильмом. Сразу после прибытия Гринуэй и Брюммелен отправились в музей мумий Гуанахуато, где с семи вечера до полуночи снимали экспонаты. Одновременно в городе был открыт кастинг на второстепенные роли. В последующие дни Гринуэй вместе с Брюмелленом ездили по окрестностям Гуанахуато и Сан-Мигель-де-Альенде, в очередной раз изучая локации: театр имени Хуареса, сад Хардин-де-ла-Унион, город-призрак Минераль-де-ла-Лус, копи ла-Валенсиана, гору Серро-де-ла-Буфа и другие места. На время рождественских праздников Гринуэй сделал перерыв и вернулся в Амстердам. В это же время становится известно, что роль Эйзенштейна получил финский актёр Эльмер Бэк. Также в фильме участвуют Расмус Слятис и Якоб Ёхрман, коллеги Бэка по финскому театру «Новая рампа» (Nya Rampen).
7 января 2014 года Гринуэй публикует в «Фейсбуке» первые кадры из снимающегося фильма, а 23 января возобновляет съёмки в Гуанахуато. Фильм снимается как в интерьере, так и на натуре. Съёмки в Мексике завершились 22 февраля.
27 июля в галерее Словацке-музеума (Угерске-Градиште, Чехия) Гринуэй открыл собственную выставку «Эйзенштейн в Гуанахуато (рисунки к будущему фильму)». Пятьдесят выставленных работ были вдохновлены артефактами культур доколумбовой Америки. В это время Гринуэй планирует показать фильм на Берлинском кинофестивале.
11 августа в швейцарском городе Асконе Питер Гринуэй рассказывает о своих проектах, посвящённых Эйзенштейну, и впервые показывает 3,5-минутный трейлер «Эйзенштейна в Гуанахуато».
В сентябре в Хельсинки Гринуэй провёл съёмку дополнительных сцен с участием Эльмера Бэка и Луиса Альберти.
15 декабря выходит пресс-релиз дирекции Берлинского кинофестиваля, официально сообщающий об участии «Эйзенштейна в Гуанахуато» в конкурсной программе Берлинале.
27 января становится известно, что мировая премьера фильма состоится 11 февраля. 2 февраля обнародован официальный постер, и 8 февраля в сети появился официальный трейлер фильма.

## Книга

Обложка книги «Эйзенштейн в Гуанахуато»

31 января 2014 года французское издательство «Dis Voir» издало книгу «Эйзенштейн в Гуанахуато. 10 дней, которые потрясли Эйзенштейна». На 83 страницах опубликован литературный вариант сценария, написанного Питером Гринуэем. Книга вышла одновременно с двумя другими сценариями Гринуэя — «Любовь питают музыкой» и «Кукла ОК» (история об австрийском художнике Оскаре Кокошке и его любви к вдове Густава Малера Альме).